# Europees kampioenschap voetbal mannen onder 17
Het Europees kampioenschap voetbal onder 17, tot en met 2001 Europees kampioenschap voetbal onder 16 genaamd, is een jaarlijks voetbaltoernooi tussen Europese landenteams met spelers onder de 17 jaar. Door middel van twee voorrondes plaatsen landen zich, waarna in anderhalve week tijd bepaald wordt welk land het beste van Europa is.
Het toernooi wordt sinds 1980 georganiseerd door de UEFA, de Europese voetbalbond, en wordt het elke jaar door een ander land georganiseerd. Vanaf 2015 is het toernooi uitgebreid van 8 naar 16 teams.
In de jaren die niet deelbaar door twee zijn kan op het EK plaatsing verdiend worden voor het wereldkampioenschap voetbal onder 17 van hetzelfde jaar. Sinds 2007 doen er vijf Europese deelnemers daaraan mee: de vier halvefinalisten van het EK-17, de vijfde deelnemer wordt bepaald door een play-off.

## Historisch overzicht
| Europees kampioenschap voetbal onder 16 (1982–2001)  |                                |                   |              |                                |                                |                     |                                |
| Jaar                                                 | Gastland                       | Finale            | Finale       | Finale                         | Troostfinale                   | Troostfinale        | Troostfinale                   |
| Jaar                                                 | Gastland                       | Winnaar           | Uitslag      | Tweede                         | Derde                          | Uitslag             | Vierde                         |
| 1982                                                 | Italië                         | Italië            | 1–0          | West-Duitsland                 | Joegoslavië                    | 0–0 (p. 4–2)        | Finland                        |
| 1984                                                 | West-Duitsland                 | West-Duitsland    | 2–0          | Sovjet-Unie                    | Engeland                       | 1–0                 | Joegoslavië                    |
| 1985                                                 | Hongarije                      | Sovjet-Unie       | 4–0          | Griekenland                    | Spanje                         | 1–0                 | Duitse Democratische Republiek |
| 1986                                                 | Griekenland                    | Spanje            | 2–1          | Italië                         | Sovjet-Unie                    | 1–1 (p. 9–8)        | Duitse Democratische Republiek |
| 1987                                                 | Frankrijk                      | Italië            | 1–0          | Sovjet-Unie                    | Frankrijk                      | 3–0                 | Turkije                        |
| 1988                                                 | Spanje                         | Spanje            | 0–0 (p. 4–2) | Portugal                       | Duitse Democratische Republiek | 0–0 (p. 5–4)        | West-Duitsland                 |
| 1989                                                 | Denemarken                     | Portugal          | 4–1          | Duitse Democratische Republiek | Frankrijk                      | 3–2                 | Spanje                         |
| 1990                                                 | Duitse Democratische Republiek | Tsjecho-Slowakije | 3–2          | Joegoslavië                    | Polen                          | 3–2                 | Portugal                       |
| 1991                                                 | Zwitserland                    | Spanje            | 2–0          | Duitsland                      | Griekenland                    | 1–1 (p. 5–4)        | Frankrijk                      |
| 1992                                                 | Cyprus                         | Duitsland         | 2–1          | Spanje                         | Italië                         | 1–0                 | Portugal                       |
| 1993                                                 | Turkije                        | Polen             | 1–0          | Italië                         | Tsjecho-Slowakije              | 2–1                 | Frankrijk                      |
| 1994                                                 | Ierland                        | Turkije           | 1–0          | Denemarken                     | Oekraïne                       | 2–0                 | Oostenrijk                     |
| 1995                                                 | België                         | Portugal          | 2–0          | Spanje                         | Duitsland                      | 2–1                 | Frankrijk                      |
| 1996                                                 | Oostenrijk                     | Portugal          | 1–0          | Frankrijk                      | Israël                         | 3–2                 | Griekenland                    |
| 1997                                                 | Duitsland                      | Spanje            | 0–0 (p. 5–4) | Oostenrijk                     | Duitsland                      | 3–1                 | Zwitserland                    |
| 1998                                                 | Schotland                      | Ierland           | 2–1          | Italië                         | Spanje                         | 2–1                 | Portugal                       |
| 1999                                                 | Tsjechië                       | Spanje            | 4–1          | Polen                          | Duitsland                      | 2–1                 | Tsjechië                       |
| 2000                                                 | Israël                         | Portugal          | 2–1          | Tsjechië                       | Nederland                      | 5–0                 | Griekenland                    |
| 2001                                                 | Engeland                       | Spanje            | 1–0          | Frankrijk                      | Kroatië                        | 4–1                 | Engeland                       |
| Europees kampioenschap voetbal onder 17 (2002–heden) |                                |                   |              |                                |                                |                     |                                |
| 2002                                                 | Denemarken                     | Zwitserland       | 0–0 (p. 4–2) | Frankrijk                      | Engeland                       | 4–1                 | Spanje                         |
| 2003                                                 | Portugal                       | Portugal          | 2–1          | Spanje                         | Oostenrijk                     | 1–0                 | Engeland                       |
| 2004                                                 | Frankrijk                      | Frankrijk         | 2–1          | Spanje                         | Portugal                       | 4–4 (p. 3–2)        | Engeland                       |
| 2005                                                 | Italië                         | Turkije           | 2–0          | Nederland                      | Italië                         | 2–1                 | Kroatië                        |
| 2006                                                 | Luxemburg                      | Rusland           | 2–2 (p. 5–3) | Tsjechië                       | Spanje                         | 1–1 (p. 3–2)        | Duitsland                      |
| Jaar                                                 | Gastland                       | Finale            | Finale       | Finale                         | Halvefinalisten                | Halvefinalisten     | Halvefinalisten                |
| Jaar                                                 | Gastland                       | Winnaar           | Uitslag      | Tweede                         | Halvefinalisten                | Halvefinalisten     | Halvefinalisten                |
| 2007                                                 | België                         | Spanje            | 1–0          | Engeland                       | België Frankrijk               | België Frankrijk    | België Frankrijk               |
| 2008                                                 | Turkije                        | Spanje            | 4–0          | Frankrijk                      | Nederland Turkije              | Nederland Turkije   | Nederland Turkije              |
| 2009                                                 | Duitsland                      | Duitsland         | 2–1 (n.v.)   | Nederland                      | Italië Zwitserland             | Italië Zwitserland  | Italië Zwitserland             |
| 2010                                                 | Liechtenstein                  | Engeland          | 2–1          | Spanje                         | Frankrijk Turkije              | Frankrijk Turkije   | Frankrijk Turkije              |
| 2011                                                 | Servië                         | Nederland         | 5–2          | Duitsland                      | Denemarken Engeland            | Denemarken Engeland | Denemarken Engeland            |
| 2012                                                 | Slovenië                       | Nederland         | 1–1 (p. 5–4) | Duitsland                      | Georgië Polen                  | Georgië Polen       | Georgië Polen                  |
| 2013                                                 | Slowakije                      | Rusland           | 0–0 (p. 5–4) | Italië                         | Slowakije Zweden               | Slowakije Zweden    | Slowakije Zweden               |
| 2014                                                 | Malta                          | Engeland          | 1–1 (p. 4–1) | Nederland                      | Portugal Schotland             | Portugal Schotland  | Portugal Schotland             |
| 2015                                                 | Bulgarije                      | Frankrijk         | 4–1          | Duitsland                      | België Rusland                 | België Rusland      | België Rusland                 |
| 2016                                                 | Azerbeidzjan                   | Portugal          | 1–1 (p. 5–4) | Spanje                         | Nederland Duitsland            | Nederland Duitsland | Nederland Duitsland            |
| 2017                                                 | Kroatië                        | Spanje            | 2–2 (p. 4–1) | Engeland                       | Duitsland Turkije              | Duitsland Turkije   | Duitsland Turkije              |
| 2018                                                 | Engeland                       | Nederland         | 2–2 (p. 4–1) | Italië                         | België Engeland                | België Engeland     | België Engeland                |
| 2019                                                 | Ierland                        | Nederland         | 4–2          | Italië                         | Spanje Frankrijk               | Spanje Frankrijk    | Spanje Frankrijk               |
| 2020                                                 | Estland                        | Gecanceld         | Gecanceld    | Gecanceld                      | Gecanceld                      | Gecanceld           | Gecanceld                      |
| 2021                                                 | Cyprus                         | Gecanceld         | Gecanceld    | Gecanceld                      | Gecanceld                      | Gecanceld           | Gecanceld                      |
| 2022                                                 | Israël                         | Frankrijk         | 2–1          | Nederland                      | Portugal Servië                | Portugal Servië     | Portugal Servië                |
| 2023                                                 | Hongarije                      | Duitsland         | 0–0 (p. 5–4) | Frankrijk                      | Polen Spanje                   | Polen Spanje        | Polen Spanje                   |
| 2024                                                 | Cyprus                         | Italië            | 3–0          | Portugal                       | Denemarken Servië              | Denemarken Servië   | Denemarken Servië              |
| 2025                                                 | Albanië                        |                   | –            |                                |                                |                     |                                |
| 2026                                                 | Estland                        |                   | –            |                                |                                |                     |                                |
| 2026                                                 | Letland                        |                   | –            |                                |                                |                     |                                |

## Ranglijst
Bijgewerkt tot en met het toernooi van 2024.
| Rang | Land                            |                      |                    |
| Rang | Land                            | Aantal keer kampioen | Aantal keer tweede |
| 1    | Spanje                          | 9                    | 6                  |
| 2    | Portugal                        | 6                    | 2                  |
| 3    | Nederland                       | 4                    | 3                  |
| 4    | Duitsland1                      | 4                    | 2                  |
| 5    | Frankrijk                       | 2                    | 5                  |
| 6    | Engeland                        | 2                    | 2                  |
| 7    | Sovjet-Unie2                    | 2                    | 2                  |
| 8    | Turkije                         | 2                    | 0                  |
| 9    | Italië                          | 2                    | 4                  |
| 10   | Polen                           | 1                    | 1                  |
| 10   | Ierland                         | 1                    | 1                  |
| 10   | Zwitserland                     | 1                    | 1                  |
| 13   | Rusland                         | 1                    | 0                  |
| 13   | Tsjecho-Slowakije2              | 1                    | 0                  |
| 13   | Duitse Democratische Republiek2 | 1                    | 0                  |
| 16   | Tsjechië                        | 0                    | 2                  |
| 17   | Griekenland                     | 0                    | 1                  |
| 17   | Denemarken                      | 0                    | 1                  |
| 17   | Oostenrijk                      | 0                    | 1                  |

1 Eén titel en één keer tweede als West-Duitsland.

2 Land bestaat niet meer.

## Persoonlijke prijzen
| Jaar | Gouden Bal (beste speler)   | Gouden Schoen (topscorer)                                                                                       |
| 2001 | Fernando Torres (Spanje)    | Florent Sinama-Pongolle (Frankrijk) – 12 goals                                                                  |
| 2002 | Wayne Rooney (Engeland)     | Jonathan Soriano (Spanje) – 7 goals                                                                             |
| 2003 | Miguel Veloso (Portugal)    | David Rodríguez (Spanje) – 6 goals                                                                              |
| 2004 | Cesc Fàbregas (Spanje)      | Hatem Ben Arfa (Frankrijk), Bruno Gama (Portugal), Shane Paul (Engeland), Marc Pedraza (Spanje) – 3 goals       |
| 2005 | Nuri Şahin (Turkije)        | Tevfik Köse (Turkije) – 6 goals                                                                                 |
| 2006 | Toni Kroos (Duitsland)      | Manuel Fischer (Duitsland), Bojan Krkić (Spanje), Tomáš Necid (Tsjechië) – 5 goals                              |
| 2007 | Bojan Krkić (Spanje)        | Toni Kroos (Duitsland), Victor Moses (Engeland) – 3 goals                                                       |
| 2008 | Danijel Aleksić (Servie)    | Yannis Tafer (Frankrijk) – 4 goals                                                                              |
| 2009 | Mario Götze (Duitsland)     | Lennart Thy (Duitsland), Luc Castaignos (Nederland) – 3 goals                                                   |
| 2010 | Connor Wickham (Engeland)   | Paco Alcácer (Spanje) – 3 goals                                                                                 |
| 2011 | Kyle Ebecilio (Nederland)   | Tonny Vilhena (Nederland), Kyle Ebecilio (Nederland), Samed Yeşil (Duitsland), Hallam Hope (Engeland) – 3 goals |
| 2012 | Max Meyer (Duitsland)       | Max Meyer (Duitsland) – 3 goals                                                                                 |
| 2013 | Anton Mitrjoeskin (Rusland) | Martin Slaninka (Slowakije), Robin Kamber (Zwitserland) – 2 goals                                               |
| 2014 | Steven Bergwijn (Nederland) | Dominic Solanke (Engeland), Jari Schuurman (Nederland) – 4 goals                                                |
| 2015 | Odsonne Édouard (Frankrijk) | Odsonne Édouard (Frankrijk) – 8 goals                                                                           |
| 2016 | José Gomes (Portugal)       | José Gomes (Portugal) – 7 goals                                                                                 |
| 2017 | Jadon Sancho (Engeland)     | Amine Gouiri (Frankrijk) – 8 goals                                                                              |
| 2018 | –                           | Yorbe Vertessen (België), Edoardo Vergani (Italië) – 4 goals                                                    |
| 2019 | –                           | Adil Aouchiche (Frankrijk) – 9 goals                                                                            |
| 2022 | –                           | Jovan Milošević (Servië) – 5 goals                                                                              |